# Sidney Govou
Sidney Rodrigue Noukpo Govou (pronunție în franceză [sidnɛ ɡɔvu]; n. 27 iulie 1979, Le Puy, Auvergne, Franța) este un fotbalist internațional francez de origini Benineze, care în prezent evoluează la clubul Monts d'Or Azergues Foot în Campionatul Franței amatori. Govou este un mijlocaș, extremă, însă ocazional joacă și ca atacant.
În trecut el a mai evoluat la echipe ca Lyon și Panathinaikos Atena.
Sidney Govou a reprezentat Franța la două Campionate Mondiale de Fotbal: în 2006 și 2010 și la două Europene: Euro 2004 și Euro 2008.

## Goluri internaționale
| Gol | Data              | Stadion                                        | Oponent  | Scor  | Rezultat | Competiția                                             |
| --- | ----------------- | ---------------------------------------------- | -------- | ----- | -------- | ------------------------------------------------------ |
| 1.  | 12 octombrie 2002 | Stade de France, Saint-Denis, Franța           | Slovenia | 5 – 0 | 5 – 0    | Preliminariile Campionatului European de Fotbal 2004   |
| 2.  | 20 iunie 2003     | Stade Geoffroy-Guichard, Saint-Étienne, Franța | Japonia  | 2 – 1 | 2 – 1    | Cupa Confederațiilor FIFA 2003                         |
| 3.  | 18 februarie 2004 | King Baudouin Stadium, Bruxelles, Belgia       | Belgia   | 1 – 0 | 2 – 0    | Meci amical                                            |
| 4.  | 6 septembrie 2006 | Stade de France, Saint-Denis, Franța           | Italia   | 1 – 0 | 3 – 1    | Preliminariile Campionatului European de Fotbal 2008   |
| 5.  | 6 septembrie 2006 | Stade de France, Saint-Denis, Franța           | Italia   | 3 – 1 | 3 – 1    | Preliminariile Campionatului European de Fotbal 2008   |
| 6.  | 16 noiembrie 2007 | Stade de France, Saint-Denis, Franța           | Maroc    | 1 – 1 | 2 – 2    | Meci amical                                            |
| 7.  | 21 noiembrie 2007 | Olimpiysky, Kiev, Ucraina                      | Ucraina  | 2 – 1 | 2 – 2    | Preliminariile Campionatului European de Fotbal 2008   |
| 8.  | 20 august 2008    | Gamla Ullevi, Göteborg, Suedia                 | Suedia   | 2 – 1 | 3 – 2    | Meci amical                                            |
| 9.  | 20 august 2008    | Gamla Ullevi, Göteborg, Suedia                 | Suedia   | 3 – 1 | 3 – 2    | Meci amical                                            |
| 10. | 6 septembrie 2008 | Ernst-Happel-Stadion, Viena, Austria           | Austria  | 1 – 2 | 1 – 3    | Calificările pentru Campionatul Mondial de Fotbal 2010 |

## Palmares
Olympique Lyonnais
- Ligue 1 (7): 2001-02, 2002-03, 2003-04, 2004-05, 2005-06, 2006-07, 2007-08
- Coupe de France (1): 2008
- Coupe de la Ligue (1): 2001
- Trophée Des Champions (6): 2002, 2003, 2004, 2005, 2006, 2007

 Franța
- Cupa Confederațiilor FIFA (1): 2003
- Campionatul Mondial de Fotbal: Finalist 2006